# Zonguldak
Zonguldak (altgriechisch Σανδαράκη - Sandaraca oder Sandarake) ist die Hauptstadt der gleichnamigen Provinz an der türkischen Schwarzmeerküste. Zugleich ist sie Zentrum eines direkt dem Gouverneur (Vali) unterstellten Kreises, des zentralen Landkreises (Merkez). Die Stadt liegt etwa 265 Straßenkilometer (190 km Luftlinie) nordnordwestlich (NNW) von der Landeshauptstadt Ankara entfernt.

## Geographie

### Lage und Situation
Der zentrale Landkreis (Merkez) der Provinzhauptstadt hat keinen Außenkontakt zu anderen Provinzen, sondern grenzt intern an die folgenden Kreise der Provinz Zonguldak: Kilimli im Nordosten, Çaycuma im Osten, Gökçebey im Südosten, Devrek im Süden sowie Kozlu im Westen. Im Norden bildet das Schwarze Meer die natürliche Grenze.
Der zentrale Landkreis besitzt weder in der Fläche noch in der Bevölkerungszahl eine Spitzenposition innerhalb der Provinz, er weist aber mit 445,4 Einw. je km² die größte Bevölkerungsdichte auf (zum Vergleich, der Provinzwert liegt bei 177,0). Nach Ereğli ist Zonguldak die zweitgrößte Stadt der Provinz und beansprucht 85,36 % der Kreis- bzw. 17,49 % der Provinzbevölkerung.
Zum Landkreis gehören außer der Kreisstadt noch folgende drei Gemeinden (Belediye): Beycuma (3280), Elvanpazarcık (2907) und Karaman (2092 Einwohner). Des Weiteren gehören noch 23 Dörfer (Köy) zum Landkreis, von denen elf mehr Einwohner als der Durchschnitt (411) haben. Die Palette der Einwohnerzahlen reicht von 765 (Himmetoğlu) hinab bis auf 94. Der urbane Bevölkerungsanteil des Kreises beträgt 92,19 Prozent.

### Klimatabelle
|                        | Jan   | Feb  | Mär  | Apr  | Mai  | Jun  | Jul  | Aug  | Sep   | Okt   | Nov   | Dez   |   |         |
| Mittl. Temperatur (°C) | 6,2   | 5,7  | 7,5  | 11,3 | 15,5 | 19,8 | 22,1 | 22,1 | 18,8  | 15,1  | 11,2  | 8,2   | ⌀ | 13,7    |
| Mittl. Tagesmax. (°C)  | 9,3   | 9,1  | 10,9 | 15,0 | 18,8 | 23,1 | 25,2 | 25,4 | 22,5  | 18,6  | 14,7  | 11,4  | ⌀ | 17      |
| Mittl. Tagesmin. (°C)  | 3,7   | 3,1  | 4,6  | 8,2  | 12,1 | 16,1 | 18,3 | 18,6 | 15,6  | 12,4  | 8,5   | 5,7   | ⌀ | 10,6    |
|                        |       |      |      |      |      |      |      |      |       |       |       |       |   |         |
| Niederschlag (mm)      | 129,2 | 88,3 | 89,9 | 56,9 | 49,6 | 76,0 | 84,7 | 83,5 | 126,4 | 161,5 | 151,1 | 149,6 | Σ | 1.246,7 |
|                        |       |      |      |      |      |      |      |      |       |       |       |       |   |         |
| Sonnenstunden (h/d)    | 2,1   | 2,7  | 3,9  | 5,2  | 7,1  | 9,0  | 9,7  | 9,2  | 7,1   | 4,7   | 2,9   | 2,1   | ⌀ | 5,5     |
|                        |       |      |      |      |      |      |      |      |       |       |       |       |   |         |
| Regentage (d)          | 18,1  | 15,5 | 14,6 | 12,3 | 10,4 | 9,1  | 7,8  | 6,8  | 9,4   | 13,6  | 14,4  | 18,0  | Σ | 150     |
|                        |       |      |      |      |      |      |      |      |       |       |       |       |   |         |
| Wassertemperatur (°C)  | 9     | 8    | 8    | 10   | 14   | 19   | 23   | 23   | 21    | 18    | 15    | 12    | ⌀ | 15      |
|                        |       |      |      |      |      |      |      |      |       |       |       |       |   |         |
| Luftfeuchtigkeit (%)   | 75    | 73   | 74   | 77   | 79   | 77   | 77   | 76   | 77    | 77    | 77    | 73    | ⌀ | 76      |

| 3,7 |

| 3,1 |

| 4,6 |

| 8,2 |

| 12,1 |

| 16,1 |

| 18,3 |

| 18,6 |

| 15,6 |

| 12,4 |

| 8,5 |

| 5,7 |

| 3,7 |

| 3,1 |

| 4,6 |

| 8,2 |

| 12,1 |

| 16,1 |

| 18,3 |

| 18,6 |

| 15,6 |

| 12,4 |

| 8,5 |

| 5,7 |

## Geschichte
In der Antike gehörte die Stadt zu Bithynien. Der letzte König von Bithynien, Nikomedes IV., hatte sein Reich den Römern vermacht, daher wurde Zonguldak nach seinem Tod 74 v. Chr. römisch. Von 64 v. Chr. bis 295 n. Chr. gehörte die Stadt zur Provinz Bithynia et Pontus, nach deren Auflösung zur Provinz Bithynia. Bis ins elfte Jahrhundert blieb Bithynien Teil des römischen bzw. Byzantinischen Reiches mit einer Unterbrechung von 1074 bis 1097, als die Seldschuken das Land eroberten. Während der Zeit des Lateinischen Kaiserreiches gehörte Zonguldak zum Kaiserreich Nikaia.
Nachdem ab 1298 erste Plünderungszüge unter Osman I. nach Bithynien geführt hatten, wurde die Region ab 1302 Teil des Osmanischen Reiches.
Im Ersten Weltkrieg wurde die Stadt von der russischen Marine beschossen. Zonguldak war während der Französischen Besetzung Kilikiens offiziell ab dem 18. Juni 1920 besetzt.
Die am 1. April 1924 gebildete Provinz Zonguldak vereinte sich 1927 mit Safranbolu.
Im November 1990 kam es in Zonguldak zum Streik von 48.000 Bergarbeitern. Am 3. März 1992 kamen bei einem Grubenunglück mehr als 260 Bergleute ums Leben; dies war die schlimmste Bergbau-Katastrophe in der türkischen Geschichte bis zum Grubenunglück von Soma.
Durch das Gesetz Nr. 6360 wurden vom zentralen Landkreis Zonguldak zwei Bucaks abgespalten und daraus neue Landkreise geschaffen: Kilimli und Kozlu. Das Territorium des Kreises verringerte sich dabei um mehr als die Hälfte, die Bevölkerung sank um etwa 28 Prozent.

## Bevölkerung

### Bevölkerungsentwicklung
Nachfolgende Tabelle zeigt den vergleichenden Bevölkerungsstand am Jahresende für die Provinz, den zentralen Landkreis und die Stadt Zonguldak sowie den jeweiligen Anteil an der übergeordneten Verwaltungsebene. Die Zahlen basieren auf dem 2007 eingeführten adressbasierten Einwohnerregister (ADNKS).

| Jahr | Provinz | Landkreis    | Landkreis | Stadt        | Stadt   |
| Jahr | absolut | anteilig (%) | absolut   | anteilig (%) | absolut |
| ---- | ------- | ------------ | --------- | ------------ | ------- |
| 2020 | 591.204 | 20,49        | 121.157   | 85,36        | 103.417 |
| 2019 | 596.053 | 20,80        | 123.997   | 85,08        | 105.494 |
| 2018 | 599.698 | 20,90        | 125.339   | 84,19        | 105.529 |
| 2017 | 596.892 | 21,16        | 126.303   | 85,84        | 108.424 |
| 2016 | 597.524 | 21,15        | 126.404   | 85,58        | 108.180 |
| 2015 | 595.907 | 21,19        | 126.281   | 85,58        | 108.074 |
| 2014 | 598.796 | 21,19        | 126.864   | 85,30        | 108.213 |
| 2013 | 601.567 | 20,93        | 125.914   | 85,60        | 107.783 |
| 2012 | 606.527 | 35,21        | 213.544   | 51,08        | 109.080 |
| 2011 | 612.406 | 35,17        | 215.407   | 51,09        | 110.043 |
| 2010 | 619.703 | 34,79        | 215.565   | 50,60        | 109.081 |
| 2009 | 619.812 | 34,93        | 216.481   | 50,25        | 108.792 |
| 2008 | 619.151 | 34,56        | 213.992   | 49,52        | 105.979 |
| 2007 | 615.890 | 35,06        | 215.922   | 49,72        | 107.354 |

### Volkszählungsergebnisse
Zu den Volkszählungen liegen folgende Bevölkerungsangaben über die Stadt, den Kreis, die Provinz und das Land vor:

Die Zahlen für die Volkszählungen davor (1945–1960) wurden den entsprechenden Ebooks entnommen:
- Genel nüfus sayımı 1945[10]
- Umumî nüfus sayımı 1950[11]
- Genel nüfus sayımı 1955[12]
- Genel nüfus sayımı 1960[13]

| Region                    | 1945       | 1950       | 1955       | 1960       | 1965       | 1970       | 1975       | 1980       | 1985       | 1990       | 2000       |
| ------------------------- | ---------- | ---------- | ---------- | ---------- | ---------- | ---------- | ---------- | ---------- | ---------- | ---------- | ---------- |
| Stadt (Şehir)             | 32.978     | 35.722     | 47.589     | 54.010     | 55.404     | 77.135     | 90.221     | 109.044    | 117.879    | 116.725    | 104.276    |
| zentraler Kreis (Merkez)* | 46.318     | 51.152     | 62.879     | 132.178    | 148.041    | 173.217    | 194.700    | 231.580    | 250.164    | 249.610    | 218.422    |
| Provinz (İl)              | 383.481    | 426.684    | 491.147    | 569.059    | 650.191    | 743.654    | 836.156    | 954.512    | 1.044.945  | 1.073.560  | 615.599    |
| Türkei                    | 18.790.174 | 20.947.188 | 24.064.763 | 27.754.820 | 31.391.421 | 35.605.176 | 40.347.719 | 44.736.957 | 50.664.458 | 56.473.035 | 67.803.927 |

* ohne die Stadt Zonguldak

## Wirtschaft
Die Wirtschaft der Stadt beruht hauptsächlich auf dem Abbau von Steinkohle in der Umgebung, die per Bahn zum Hafen gebracht und dort verladen wird: In der etwa 60 Kilometer westlich von Zonguldak gelegenen Hafenstadt Ereğli befindet sich ein Stahlwerk des Erdemir-Konzerns. Zu den landwirtschaftlichen Erzeugnissen der Gegend gehören Erdbeeren. Zonguldak ist Sitz der Kara Elmas Universität.

## Stadtbild

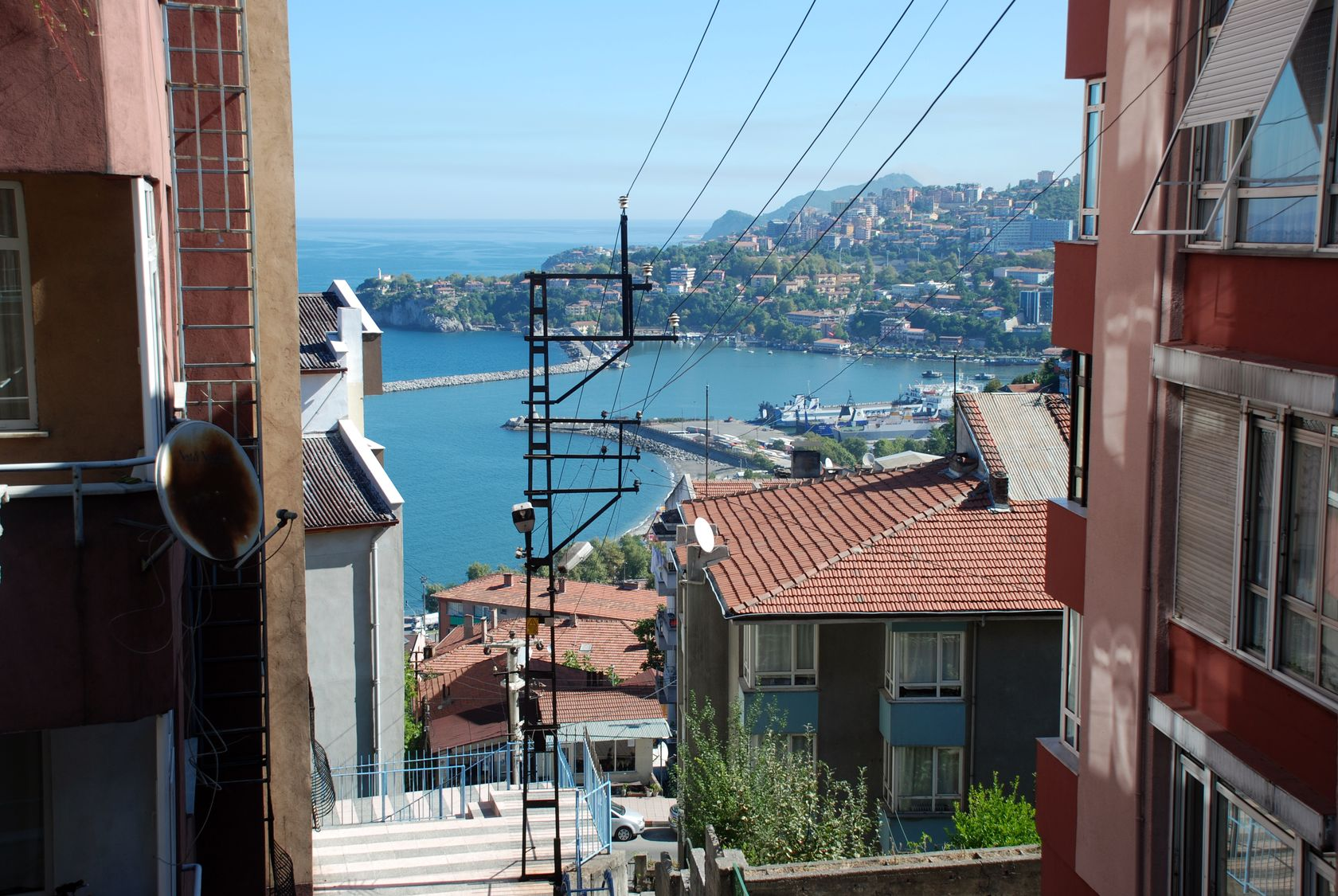
Hafenbecken von Westen

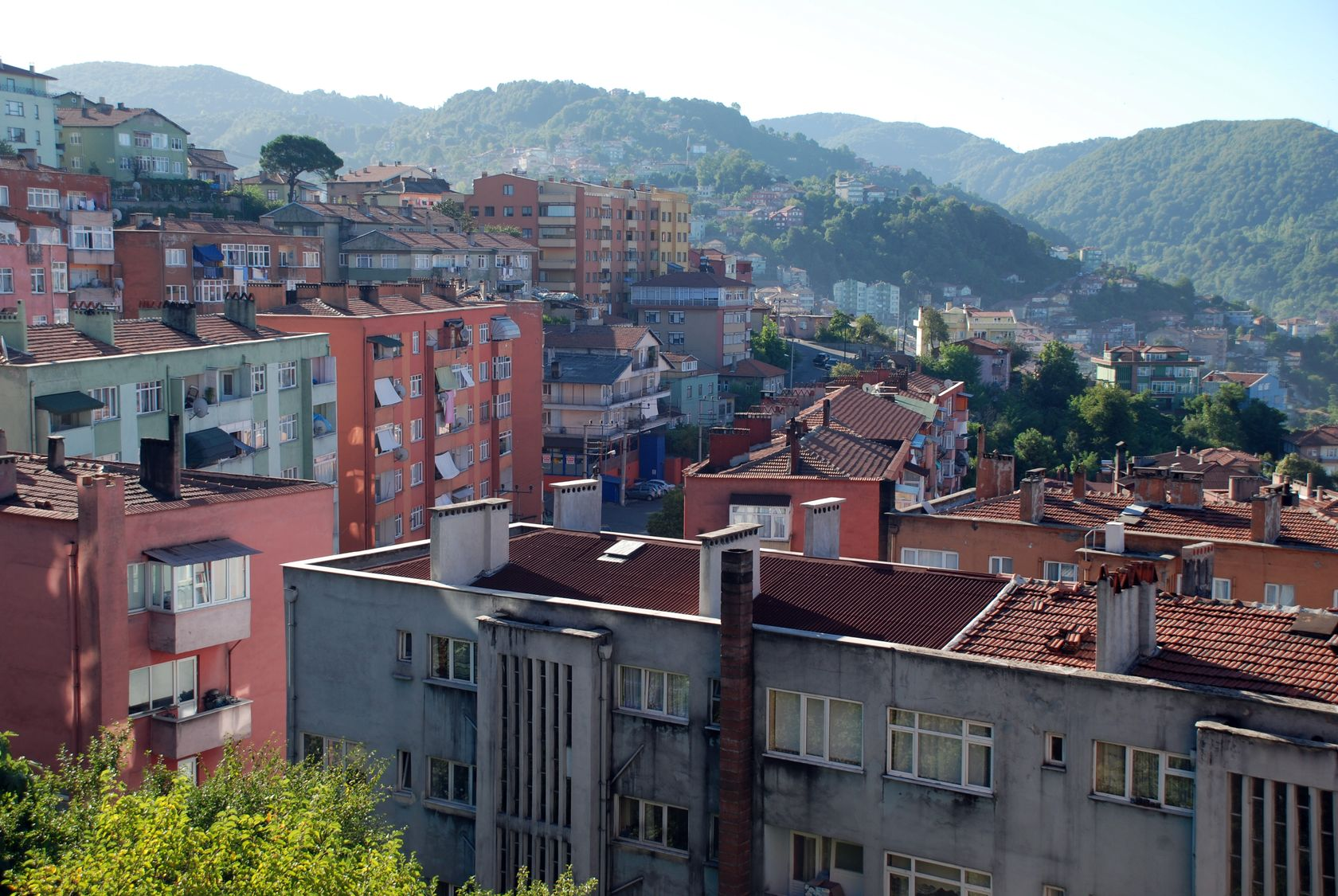
Die Ausdehnungsmöglichkeiten der Stadt sind begrenzt

Das Geschäftszentrum erstreckt sich an der östlichen Seite eines kleinen Flusses, der durch das Hafenbecken dem Meer zufließt. Nur ein kleiner Teil der überbauten Stadtfläche im Halbkreis um den Industriehafen liegt in der Ebene. Die Küstenstraße verläuft direkt in Ufernähe. Unmittelbar dahinter steigen die bewaldeten Vorhügel des Pontischen Gebirges auf. Die Außenbezirke mit hohen Wohnblocks wachsen bis zur Grenze des Machbaren an den Steilhängen in die Höhe. Die Erschließung der höher gelegenen Wohnviertel erfolgt durch kilometerlang parallel zum Hang verlaufende Straßen, senkrecht dazu bestehen für Fußgänger Abkürzungen über Treppenfluchten.
Es gibt mehrere einfache Hotels. Der Busbahnhof befindet sich einen halben Kilometer westlich an der Küste, der Bahnhof der Eisenbahn im Flusstal wenig südlich des Zentrums.

## Sehenswürdigkeiten in der Umgebung
- Strände von Kapuz und Uzunkum
- Gökgöl Mağarası, Tropfsteinhöhle
- Cehennemağzı-Höhle („Höllenrachenhöhle“), westlich der Stadt. Hier soll der mythische Held und Halbgott Herakles den dreiköpfigen Höllenhund Kerberos getötet haben.

## Sport
Der bekannteste Fußballverein heißt Zonguldakspor, der in den Jahren 1974 bis 1988 in der Ersten Türkischen Fußballliga spielte.
Die Basketball-Mannschaft von Zonguldak ist nach dem Stahlkonzern Erdemir benannt und spielt in der Ersten Türkischen Basketballliga.

## Städtepartnerschaften
Zonguldak unterhält seit 2013 eine Städtepartnerschaft mit Castrop-Rauxel (Deutschland).

## Söhne und Töchter der Stadt
- Ahmet Bektaş (* 1967), Musiker
- Tayfun Belgin (* 1956), deutscher Kunsthistoriker
- Onur Karakabak (* 1992), Fußballspieler
- Tümer Metin (* 1974), Fußballspieler
- Ergün Penbe (* 1972), Fußballtrainer
- Ertuğrul Sağlam (* 1969), Fußballtrainer
- Aytaç Eryılmaz (* 1952), Fachbuchautor
- Fuat Bultan (1933–2013), türkisch-deutscher Hörfunkmoderator
- Enver Cenk Şahin (* 1994), Fußballspieler
- Mümtaz Soysal (1929–2019), Rechtswissenschaftler, Kolumnist und Politiker